# Восстание Иваи
Восстание Иваи — мятеж наместника японской провинции Цукуси на острове Кюсю против императора Кэйтай в 527—528 годах. Его подавление сыграло важную роль в консолидации Японии в ранний период истории страны. Основные сведения о восстании содержатся в «Нихон сёки», оно упоминается в «Кодзики» и ряде других источников.
В 527 году император Кэйтай направил армию против корейского государства Силла. Однако в это самое время перестал подчиняться центральной власти Иваи, наместник провинции Цукуси, которая лежала на пути в Корею. Согласно «Нихон сёки», мятежник, подкупленный силланцами, занял ещё две провинции, Пи и Тоё, и перекрыл морские пути, по которым император получал дань из Кореи. Кэйтай направил против Ивая войско. В уезде Миви провинции Цукуси произошло сражение, в котором Иваи потерпел поражение и погиб.
Сын Иваи, чтобы помириться с императором, передал ему часть своих владений. Этот подарок, миякэ (земля с крестьянами), стал личным имуществом императорской семьи. Последняя благодаря этому впервые закрепилась на Кюсю. Это стало важной вехой в консолидации Японии.
Во многом из-за восстания Иваи Ямато потеряло свой основной форпост на Корейском полуострове, Миману.